# Bipuncticoris
Bipuncticoris is een geslacht van wantsen uit de familie van de Miridae (Blindwantsen). Het geslacht werd voor het eerst wetenschappelijk beschreven door Eyles & Carvalho in 1995.

## Soorten
Het genus bevat de volgende soorten:

- Bipuncticoris cassinianus Eyles & Carvalho, 1995
- Bipuncticoris chlorus Eyles & Carvalho, 1995
- Bipuncticoris convexus Eyles & Carvalho, 1995
- Bipuncticoris gurri Eyles & Carvalho, 1995
- Bipuncticoris irroratus Eyles & Carvalho, 1995
- Bipuncticoris lineatus Eyles & Carvalho, 1995
- Bipuncticoris longicerus Eyles & Carvalho, 1995
- Bipuncticoris minor Eyles & Carvalho, 1995
- Bipuncticoris olearinus Eyles & Carvalho, 1995
- Bipuncticoris planus Eyles & Carvalho, 1995
- Bipuncticoris robustus Eyles & Carvalho, 1995
- Bipuncticoris triplex Eyles & Carvalho, 1995
- Bipuncticoris vescus Eyles & Carvalho, 1995
- Bipuncticoris xestus Eyles & Carvalho, 1995